# Eurytheca
Eurytheca — рід грибів родини Myriangiaceae. Назва вперше опублікована 1878 року.

## Класифікація
До роду Eurytheca відносять 3 види:
- Eurytheca abyssinica
- Eurytheca monspeliensis
- Eurytheca trinitensis